# Perloma brunnescens
Perloma brunnescens – rodzaj pluskwiaków z podrzędu fulgorokształtnych i rodziny Kinnaridae.
Gatunek ten opisany został przez A. F. Emeljanowa w 1984 roku na podstawie samca i samicy odłowionych w 1901 roku. Stanowi gatunek typowy rodzaju.
Pluskwiak o brązowym, grzbietobrzusznie spłaszczonym ciele długości do 4-5 mm. Głowa mała, o zwężonym ku przodowi ciemieniu. Samiec ma walcowaty, krótki edeagus z zakrzywionym wyrostkiem u góry oraz zakrzywione paramery krótsze niż u P. longistyli, ale wyraźnie dłuższe niż u P. maidaqensis.
Gatunek znany ze Zjednoczonych Emiratów Arabskich i Iranu.